# Сичі (селище)
Сичі — село в Україні, в Христинівській міській громаді Уманського району Черкаської області. Розташоване на правому березі річки Кіблич (притока Собу) за 9 км на захід від міста Христинівка. Населення становить 7 осіб.

## Галерея

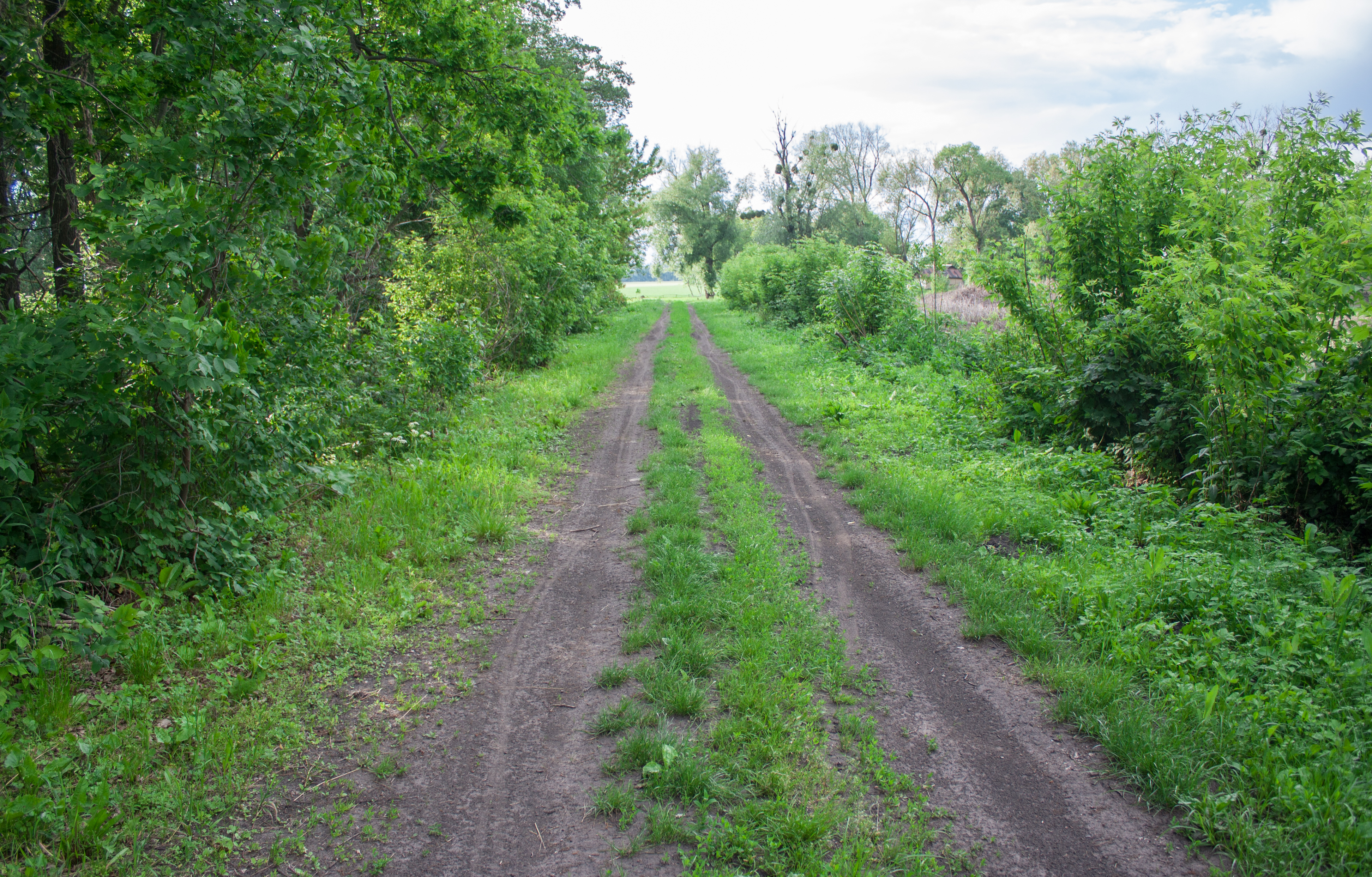
В'їзд у село
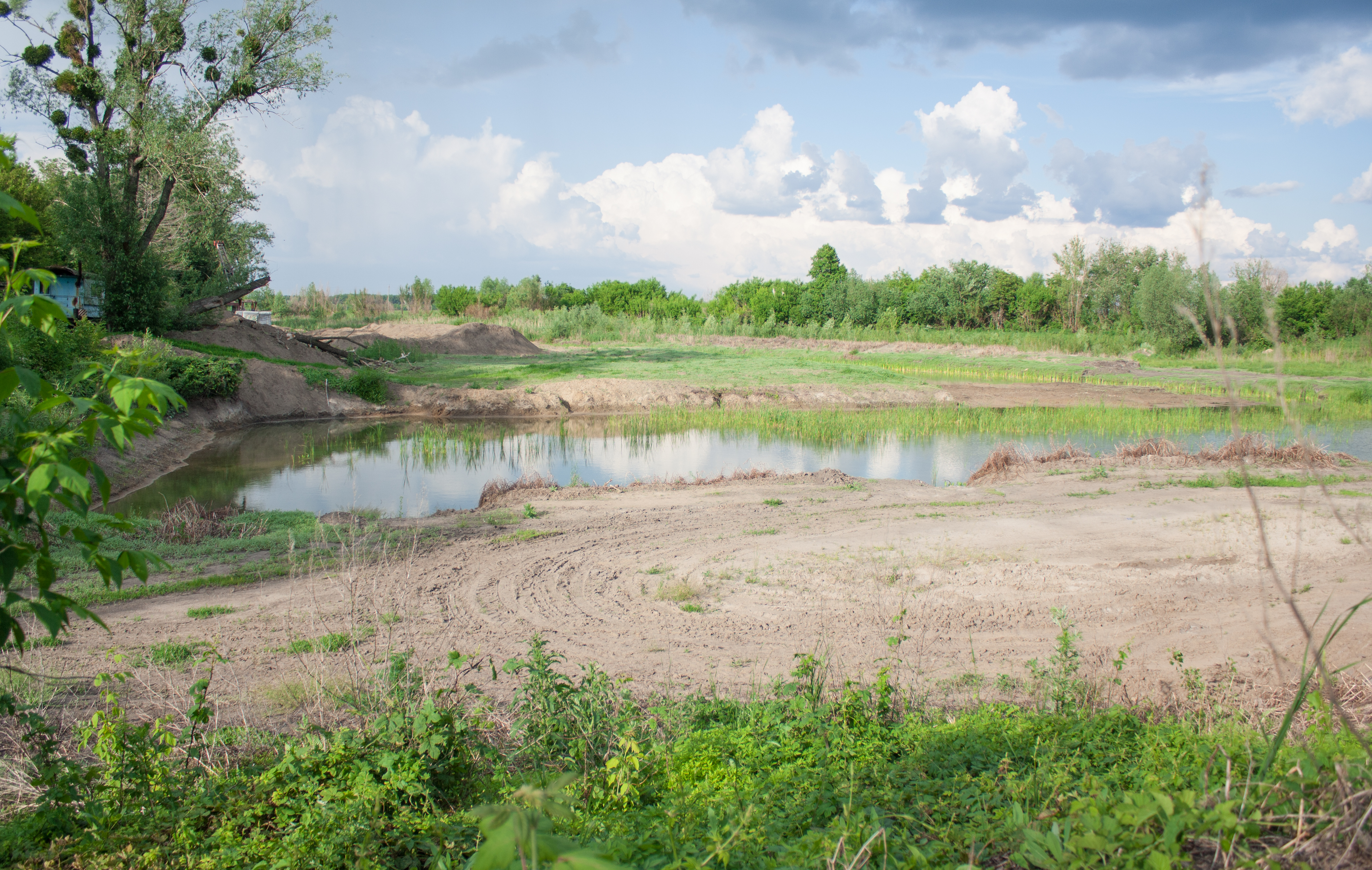
Ставок на річці Кіблич

## Історія
Хутір Сичі утворився в 1918–1920 роках. Називався хутір Сичівський, але через довгу назву його стали називати Сичі. В селі Сичівка в той час було дуже багато молоді, і новоствореним сім'ями наділяли земельні наділи і вони там будувались. І стало там 29 хат. Першими побудувались сім'ї Степовиків, Костишиних, Бабіїв, Іванюші.
Біля хутора Сичі бере початок річка Кіблич, одна з найбільших приток Собу. Після війни, коли утворився радгосп «Іванівський», викопали ставок, так як поля навколо хутора Сичі стали радгоспними.
Ні магазину, ні школи на Сичах не було, до школи діти (а їх було 40 душ), ходили в село Сичівка. Зараз на хуторі майже ніхто постійно не проживає. Проте останнім часом він почав розвиватись та на ньому почали будувати нові будинки. Люди з навколишніх міст та сіл обирають це мальовниче місце для будівництва дач. Тож він набуває слави дачної зони.